# Kaei
Kaei (japanisch 嘉永) ist eine japanische Ära (Nengō) von April 1848 bis Januar 1855 nach dem gregorianischen Kalender. Der vorhergehende Äraname ist Kōka, die nachfolgende Ära heißt Ansei. Die Ära fällt in die Regierungszeit des Kaisers (Tennō) Kōmei.
Der erste Tag der Kaei-Ära entspricht dem 1. April 1848, der letzte Tag war der 14. Januar 1855. Die Kaei-Ära dauerte acht Jahre oder 7631 Tage.

## Ereignisse
In der Ära Kaei ereigneten sich mehrere schwere Erdbeben. Diese Naturkatastrophen waren Anlass den Äranamen in Ansei zu ändern. Die Erdbeben wurden daher nach der folgenden Ära Ansei benannt.
- 1853 Juli die sogenannten Schwarzen Schiffe landen unter dem Kommando Matthew Calbraith Perry in Japan
- 1853 August Jewfimi Wassiljewitsch Putjatin trifft in Nagasaki ein
- 1853 Einrichtung von Kanonenstädten (Daibas)
- 1854 März Vertrag von Kanagawa
- 1854 Juli Igaueno-Erdbeben (伊賀上野地震)
- 1854 Oktober Englisch-Japanischer Freundschaftsvertrag
- 1854 Dezember Ansei-Tōkai-Erdbeben (安政東海地震)
- 1854 Dezember Ansei-Nankai-Erdbeben (安政南海地震)
- 1854 Dezember Hōyokaikyō-Erdbeben (豊予海峡地震)